# Petru Constantin Luhan
|  | Dieser Artikel wurde auf den Seiten der Qualitätssicherung des Projektes Politiker eingetragen. Hilf mit, ihn zu verbessern, und beteilige dich an der Diskussion! |

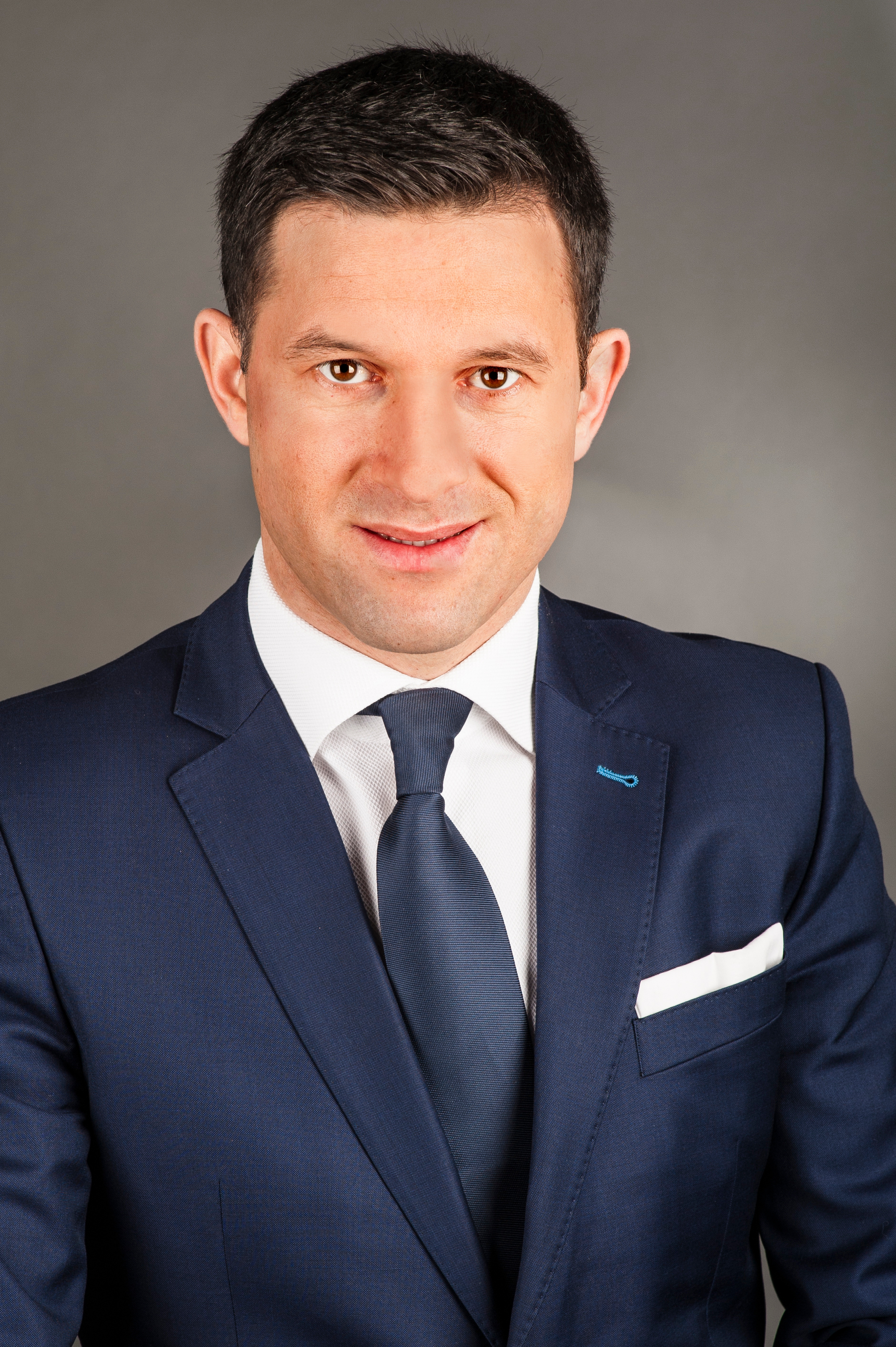
Petru Constantin Luhan 2014

Artikel aus der allg. QS, bitte ausbauen und dazu dann Quellen angeben. --Sacha47 Diskussion 14:15, 26. November 2013 (CET)
Petru Constantin Luhan (* 19. März 1977 im Kreis Suceava) ist ein rumänischer Politiker der Demokratisch-Liberalen Partei.

## Leben
Luhan studierte von 1998 bis 2004 Wirtschaftswissenschaften an der Universität Osnabrück. Anschließend arbeitete er von 2004 bis 2006 als Rechnungsprüfer bei der Continental AG CAS in Frankfurt am Main, war von 2006 bis 2007 Manager im Bereich Finanzkontrolle bei der Continental Automotive Systems GmbH in Hermannstadt, fungierte von März 2007 bis Oktober 2007 als Verwaltungsdirektor bei der VEKA România S.R.L. und war von 2007 bis 2008 Finanzmanager bei der S.C. Petrom S.A.
Von 2008 bis 2009 war Luhan Mitarbeiter der öffentlichen Verwaltung des Kreises Suceava. Seit 2009 ist er Abgeordneter im Europäischen Parlament.